# 대흥초등학교 (전북)
대흥초등학교는 대한민국 전북특별자치도 정읍시 입압면에 있는 공립 초등학교이다.

## 학교 연혁
- 1937년 6월 10일: 천원보통학교 대흥간이학교 개교
- 1944년 4월 25일: 대흥공립국민학교 승격

## 참고 자료
- 대흥초등학교 - 한국교육학술정보원 학교알리미